# Tryde församling
Tryde församling var en församling i Lunds stift och i Tomelilla kommun. Församlingen uppgick 2002 i Tomelillabygdens församling.

## Administrativ historik
Församlingen hade medeltida ursprung. En del av församlingen utbröts 1926 till den då bildade Tomelilla församling. 
Församlingen var till 1940 moderförsamling i pastoratet Tryde och Spjutstorp som från 1926 även omfattade Tomelilla församling. Från 1940 till 1962 var församlingen annexförsamling i pastoratet Tomelilla, Tryde och Spjutstorp. Från 1962 till 2002 var den i pastorat med Tomelilla, Ramsåsa, Ullstorps och Benestads församlingar, där Tryde församling var moderförsamling mellan 1 oktober 1976 och 25 april 1985 och Tomelilla församling före och efter den tiden. Församlingen uppgick 2002 i Tomelillabygdens församling.

## Kyrkor
- Tryde kyrka